# Sveriges officiella statistik
Systemet för Sveriges officiella statistik (SOS)  omfattar inte bara själva statistiken utan även annat som behövs för att ta fram och publicera statistik, till exempel metadata, produktionssystem för statistiska undersökningar, publikationer och databaser. Till systemet räknas även de 27 myndigheter  som har ansvar för olika delar av den officiella statistiken samt Rådet för den officiella statistiken (ROS).  Den officiella statistiken ska offentliggöras utan avgift och hållas allmänt tillgänglig i elektronisk form. 
Den officiella statistiken regleras främst genom Lag 2001:99  och Förordning 2001:100  om den officiella statistiken. Officiell statistik ska enligt lagen finnas för allmän information, utredningsverksamhet och forskning. Den ska vara objektiv och allmänt tillgänglig. 
Den överlägset största statistikansvariga myndigheten i Sverige är Statistiska centralbyrån, SCB. SCB är förutom statistikansvarig myndighet också ansvarig för samordningen av systemet, främst genom Rådet för den officiella statistiken. Rådet ska bistå de statistikansvariga myndigheterna i principiella frågor om den officiella statistikens tillgänglighet, kvalitet och användbarhet. Rådet ska också arbeta för att underlätta uppgiftslämnandet. Därutöver ska rådet allmänt verka för samarbete mellan de ansvariga myndigheterna. 
Beteckningen ”Sveriges officiella statistik” och motsvarande symbol får inte användas för annat än för just den officiella statistiken. SCB är den myndighet som ska föra talan om förbud mot fortsatt användning av symbolen i felaktiga sammanhang. Allmän domstol kan vid vite förbjuda användningen av symbolen eller beteckningen. 
Den officiella statistiken är indelad i 22 ämnesområden (se nedan) och 112 statistikområden, efter beslut av regeringen. Statistik som ingår i den officiella statistiken ska märkas med en speciell symbol. Det är upp till respektive myndighet att själv bestämma vad som ska vara officiell statistik inom deras område, om inte regeringen beslutat om något annat. ROS har tagit fram riktlinjer för vad som ska gälla för omfattningen och inriktningen på den officiella statistiken, samt riktlinjer för tillräcklig kvalitet, preliminär statistik och elektronisk publicering. ROS publicerar en årlig rapport över den officiella statistiken. 

Den officiella statistiken publiceras av respektive ansvarig myndighet men kan också nås via SCB:s webbplats. 
Sveriges officiella statistik utreddes 2011-2012 av Bengt Westerberg.  Utredningen var i stort sett mycket positiv till Sveriges officiella statistik. Bengt Westerbergs syn på utredningen beskrivs kortfattat i Qvintensen 
Officiell statistik åtnjuter ett ganska högt förtroende i Sverige, se Holt (2008), Figur 1. 
Källa: Texten ovan har i stora stycken hämtats från Jansson (2013) 

## Ämnesområden i Sveriges officiella statistik[4]
Nedanstående ämnesområden förde Sverige officiell statistik om 2012. Det finns myndigheter som anser att de har statistik som också borde få vara med i den officiella statistiken, bland andra Statens folkhälsoinstitut (se sidan 147 i Bengt Westerbergs utredning).
- Arbetsmarknad
- Befolkning
- Boende, byggande och bebyggelse
- Demokrati
- Energi
- Finansmarknad
- Handel med varor och tjänster
- Hushållens ekonomi
- Hälso- och sjukvård
- Jord- och skogsbruk, fiske
- Kultur och fritid
- Levnadsförhållanden
- Miljö
- Nationalräkenskaper
- Näringsverksamhet
- Offentlig ekonomi
- Priser och konsumtion
- Rättsväsende
- Socialförsäkring m.m.
- Socialtjänst
- Transporter och kommunikationer
- Utbildning och forskning

### Exempel på officiell statistik
Arbetskraftsundersökningarna, AKU. Undersökningen utförs varje månad. Urvalet är cirka 30 000 personer/månad. De som kan nås och som ställer upp på att svara intervjuas per telefon. Målpopulationen är bosatta i Sverige som är 15-74 år. Urvalet dras slumpmässigt ur den delmängd i Registret över  totalbefolkningen som är 15-74 år gamla. Statistikansvarig myndighet och producent är sedan 1960-talet SCB. Statistiken beskrivs i en så kallad SCBDOK.